# Marielson Alves Silva
Marielson Alves Silva, (Vitória da Conquista, 14 de maio de 1982), faz parte do quadro de árbitros da CBF desde 2009.

## Carreira
Marielson se formou em árbitro de futebol em novembro de 2002. Curso realizado em parceria entre a UCSal (Universidade Católica do Salvador) e Federação Baiana de Futebol. 
No Baianão 2012 e no Baianão 2017  foi escolhido como o melhor árbitro da competição pela Federação Baiana de Futebol.
Em 2014 estreou na Série A do Brasileirão, que até então só havia atuado como quarto árbitro e adicional, no jogo entre Botafogo e São Paulo pela 20ª rodada, na Arena Mané Garrincha, em Brasília. 